# Leptosol
Leptosol er en jordtype med et meget overfladisk overjord over en hård stengrund – eller kalkrige materialer eller en dyb jord som er ekstrem grusagtig og/eller stenet. Leptosol dækker omkring 1,7 milliarder hektar af jordens overflade.
Leptosol findes fra troperne til de kolde polare områder og fra havoverfladen til de højeste tinder. Leptosol er især udbredt i bjergområder, især i Asien, Sydamerika, nordlige Canada og Alaska; og i Saharas og arabiske ørkener. Andre steder, kan Leptosol findes på hårde klipper eller hvor erosion har fulgt med jordformation eller fjernet det øverste af jorden. Ölands alvar er et klassisk eksempel på det, man på engelsk kalder for "rendzic leptosol" (altså: kalkjordspræget leptosol).
Leptosol er en ikke-attraktiv jord til landbrug, men kan nogle gange have potentiale til træafgrøder eller ekstensiv græsning.
Leptosol er et element i World Reference Base for Soil Resources.

## Note
1. ↑  L. Ström, A.G Owen, D.L Godbol og D.L Jones: Organic acid behaviour in a calcareous soil: sorption reactions and biodegradation rates - en videnskabelig artikel om nedbrydningshastigheder i kalkjord med eksempel fra Öland (engelsk)